# Miodrag Bulatović
Miodrag Bulatović (ur. 20 lutego 1930 w Bijelim Polju, zm. 15 marca 1991 w Igalo) – serbski pisarz wywodzący się z Czarnogóry, autor powieści i opowiadań. Jeden z odnowicieli powojennej serbskiej literatury, często tłumaczony, w tym na język polski.
Bulatović odbył studia psychologiczne i literaturoznawcze na Uniwersytecie w Belgradzie. Zadebiutował w 1955 r. tomem opowiadań Diabły nadchodzą i jego utwory od początku wzbudzały wiele kontrowersji. Obdarzonemu bujną wyobraźnią, eksperymentującemu z językiem i formą, pisarzowi daleko było do opiewania komunistycznej rzeczywistości. Bohaterami jego powieści są ludzie zepchnięci na margines społeczny, członkowie artystycznej bohemy (długie opowiadanie Tyrania) czy prymitywni mieszkańcy górskich wiosek (Czerwony kogut leci wprost do nieba).
Największą krytykę literacką, jak i polityczną wzbudził Bohater na ośle, powieść w groteskowy i antybohaterski sposób ukazująca włoską okupację w czasach II wojny światowej. Pisarza oskarżono o fałszowanie historii, w wyniku nagonki wyemigrował na Zachód. Jednak to właśnie Bohater na ośle jest uważany za najlepszy utwór w dorobku Bulatovicia.
W powieściach Bulatovicia roi się od wulgaryzmów i przerysowań. Są nasycone wybujałym erotyzmem, miejscami ocierającym się o pornografię. Równocześnie jego proza jest mocno metaforyczna, skrzy się od środków poetyckich (zwłaszcza w opisach natury), wiele akapitów odwołuje się do barw i obrazów. Z racji podejmowanej tematyki, jak i eksperymentów formalnych oraz niesamowito-ironicznych elementów fabuły, technika pisarska Bulatovicia bywa porównywana z latynoskim realizmem magicznym.

## Dzieła
- 1955 – Đavoli dolaze (pol. Diabły nadchodzą)
- 1958 – Vuk i zvono
- 1959 – Crveni petao leti prema nebu (wyd. pol. pt. Czerwony kogut leci wprost do nieba, przekł. Maria Krukowska, Warszawa 1964)
- 1967 – Heroj na magarcu (wyd. pol. pt. Bohater na ośle, przekł. Danuta Cirlić-Straszyńska, Łódź 1977)
- 1969 – Rat je bio bolji (wyd. pol. pt. Wojna była lepsza, przekł. Dorota Jovanka Ćirlić, Łódź 1985)
- 1975 – Ljudi sa četiri prsta (wyd. pol. pt. Ludzie o czterech palcach, przekł. Danuta Cirlić-Straszyńska, Warszawa 1983)
- 1977 – Peti prst
- 1983 – Gullo Gullo (wyd. pol. pt. Gullo gullo, przekł. Danuta Cirlić-Straszyńska, Warszawa 1989)
- 1990 – Ljubavnik smrti (publicystyka)

W przekładzie na język polski ukazał się również wybór opowiadań Bulatovicia, zebrany w tomie Największa tajemnica świata (1977) oraz wydane samodzielnie dłuższe opowiadanie z tomu Đavoli dolaze pt. Tiranija (jako Tyrania, w przekładzie Danuty Cirlić-Straszyńskiej, 1983)